# Cirque Rancy (Boulogne-sur-Mer)
Le Cirque Rancy de Boulogne-sur-Mer était un cirque construit place Frédéric Sauvage en 1888. Il faisait partie de la compagnie Rancy.

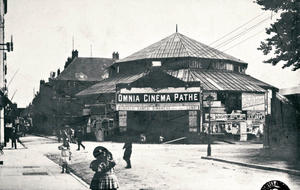
Cirque Rancy de Boulogne-sur-Mer devenu un cinéma Pathé

Le 8 mars 1896, il a accueilli la sixième projection mondiale des films des frères Lumière après leur collaboration avec Victor Planchon,.
Le cirque devient ensuite l'Omnia Cinéma Pathé.
Le bâtiment n'existe plus.